# Arenila
Arenila is een geslacht van uitgestorven pleurodire schildpadden dat werd ontdekt in de westelijke woestijn van Egypte. 

## Naamgeving
Het geslacht bestaat uitsluitend uit de typesoort Arenila krebsi in 1998 benoemd door France de Lapparent de Broin en Werner. De geslachtsnaam is afgeleid van het Latijn arena, 'zand'. De soortaanduiding eert Bernard Krebs.

## Ontdekking
Het holotype van Arenila, TUB Vb-641 werd ontdekt in de Ammonite Hills, in een afzetting van de Dakhlaformatie in Egypte, die dateert uit het Maastrichtien. Het is een gedeeltelijke schedel. Het grootste deel van het prefrontale is aan de linkerkant van de schedel bewaard gebleven, maar mist de voorste rand, terwijl de rechterkant volledig ontbreekt. De beennaden zijn duidelijk zichtbaar, waarbij de botranden iets verschoven zijn. Het prefrontale wordt gebroken door een parasagittale scheur, dus evenwijdig aan de middenlijn, die loopt van de beennaad van het voorhoofdsbeen naar de geërodeerde rand van het prefrontale. Het maakt deel uit van de collectie van de Technische Universität Berlin

## Beschrijving
In 2006 werden enkele kenmerken aangegeven waarin Arenila zich onderscheidt van Nigeremys. De oogkassen zijn groter. De plaat van het bovenkaaksbeen onder de oogkas is ondieper. De buitenste richel op het verhemelte is scherper.

## Fylogenie
Arenila werd in 2006 in de Nigeremydina geplaatst.